# GPR21
GPR21, G protein-spregnuti receptor 21, je protein koji je kod čoveka kodiran GPR21 genom.

## Literatura
1. ↑  „Entrez Gene: GPR21 G protein-coupled receptor 21”.

## Dodatna literatura
- O'Dowd BF; Nguyen T; Jung BP;  . (1997). „Cloning and chromosomal mapping of four putative novel human G-protein-coupled receptor genes.”. Gene. 187 (1): 75—81. PMID 9073069. doi:10.1016/S0378-1119(96)00722-6.
- Strausberg RL; Feingold EA; Grouse LH;  . (2003). „Generation and initial analysis of more than 15,000 full-length human and mouse cDNA sequences.”. Proc. Natl. Acad. Sci. U.S.A. 99 (26): 16899—903. PMC 139241 . PMID 12477932. doi:10.1073/pnas.242603899.
- Gerhard DS; Wagner L; Feingold EA;  . (2004). „The status, quality, and expansion of the NIH full-length cDNA project: the Mammalian Gene Collection (MGC).”. Genome Res. 14 (10B): 2121—7. PMC 528928 . PMID 15489334. doi:10.1101/gr.2596504.